# Adolf Bolea i Sanz
Adolf Bolea i Sanz   (Barcelona, 24 de març de 1933 - Cadis, 14 de novembre de 2020) fou un futbolista català de les dècades de 1950 i 1960.

## Trajectòria
Va néixer al barri barceloní del Poble-sec. Jugava a la posició d'interior o extrem esquerre. Començà a practicar el futbol a l'Atlètic del Turó i al CE Premià. El 1951 fitxà per la UE Sant Andreu, on hi restà dues temporades. La temporada 1953-54 fou fitxat pel RCD Espanyol, essent cedit al CD Tenerife, on realitzà una gran temporada, i al CE Sabadell. Posteriorment retornà a l'Espanyol on arribà a jugar sis partits de lliga en els quals marcà tres gols. Acabada la temporada, l'any 1955, emigrà a l'España de Tánger i un any més tard fitxà pel Cadis CF, club que jugava a Segona Divisió i on hi romangué durant vuit temporades a alt nivell. Arribà a ser capità de l'equip. Acabà la seva trajectòria al Balón de Cádiz, a Tercera Divisió.
Fixà la seva residència a Cadis, ingressant al cos tècnic del club i arribant a ser entrenador del primer equip.